# (65590) Archeptolemos
(65590) Archeptolemos (1305 T-3) – planetoida z grupy trojańczyków okrążająca Słońce w ciągu 12,05 lat w średniej odległości 5,25 j.a. Odkryta 17 października 1977 roku.